# Bagatelles pour un massacre
Pour les articles homonymes, voir Bagatelle.

Bagatelles pour un massacre est un  pamphlet antisémite de Louis-Ferdinand Céline publié en décembre 1937 par les Éditions Denoël. Rédigé durant le deuxième semestre de l'année 1937, c'est son deuxième pamphlet, après Mea Culpa publié au début de la même année. Il est dédié à Eugène Dabit et « À mes potes du Théâtre en Toile ».
À sa publication, Bagatelles pour un massacre est vendu à 75 000 exemplaires, mais le 10 mai 1939, Céline et son éditeur Robert Denoël décident de le retirer de la vente, tout comme L'École des cadavres, bien que les décrets-lois Marchandeau ne les visent pas directement. Sous Vichy, Denoël le réédite à deux reprises, en 1941 puis en octobre 1943, dans une édition augmentée de vingt photographies hors-texte, dont certaines semblent avoir été fournies par la Propagandastaffel. L'ouvrage est un best-seller pour l'éditeur, et Bagatelles pour un massacre est, avec Les Décombres de Lucien Rebatet, l'un des titres qui se vendent le mieux sous l'Occupation[réf. nécessaire].
Les pamphlets antisémites de Céline ne sont pas des livres censurés en France. Cependant, ils ne sont aujourd'hui plus édités en France, Lucette Destouches, veuve de l'écrivain et détentrice des droits d'auteur, s'étant opposée à toute réédition, respectant par là la volonté de Céline qui ne voulait pas que ces textes fussent republiés après 1945. Mais à la fin de l'année 2017, elle a finalement autorisé Gallimard à republier ce texte, ainsi que les deux autres pamphlets antisémites : L'École des cadavres (1938), Les Beaux Draps (1941). Gallimard prévoyait alors une réédition de cet ensemble de textes, avec un apparat critique, sous le titre Écrits polémiques, mais face à la virulence des controverses qui s'ensuivent, l'éditeur renonce finalement à ce projet. Ces textes font l'objet d'une édition critique au Canada (éditions 8).

## Le livre

### Résumé
« Le monde est plein de gens qui se disent des raffinés et puis qui ne sont pas, je l'affirme, raffinés pour un sou. »

— Incipit
L'ouvrage s'ouvre et se clôt « sur un dialogue très authentique avec un ami juif, sincère, cultivé, brillant, médecin, […] Léo Gutman », en fait le docteur René Gutmann, « qui eut la rude tâche d'être l'ami juif de Céline et de Morand ». Les deux hommes discutent de danse, et Céline confie à Gutman son désir de faire jouer à l'opéra un ballet féerique, « La Naissance d'une fée », dont le texte suit. Mais Gutman échoue à le placer. Céline lui propose alors de faire lire « Voyou Paul, brave Virginie » aux commissaires de l'exposition universelle de 1937, sans succès de nouveau. Il accuse les Juifs de ces échecs.
Ensuite, le monologue intérieur reprend. Céline évoque la supposée omniprésence des Juifs, par exemple en URSS ou dans le domaine de la publicité, les rendant à chaque fois responsables des problèmes dont il se dit victime. Puis il poursuit sa dénonciation des Juifs en faisant intervenir son ami « Popaul » (l'artiste Gen Paul) ou son cousin Gustin Sabayote.
À la fin de l'ouvrage, Gutman « se révolte contre le délire paranoïaque de Céline et pose un diagnostic définitif sur sa démence. » Puis Céline revient sur sa nouvelle tentative de faire jouer un de ses ballets « Van Bagaden - Grand Ballet Mime et quelques paroles », dont le texte clôt le livre.

### Contenu
Bagatelles pour un massacre est un livre au langage cru, parfois obscène, d’un style fait de phrases courtes se terminant par des points de suspension ou un point d’exclamation, comme souvent chez Céline. Les chapitres se résument parfois à une phrase.
L'antisémitisme de Céline est, avec cet ouvrage, pour la première fois affiché aussi ouvertement, bien qu'il ne constitue pas le sujet unique du livre,. En effet, bien que le propos violemment anti-juif du livre le classe parmi les œuvres antisémites, celui-ci traite de sujets de son temps et de thèmes chers à l'écrivain, tels que l'alcool, le cinéma, le surréalisme, en passant par l'académisme de la langue française et la littérature, et y dénonce la décadence dans laquelle, selon lui, s'enfonce la société française des années 1930.
Le pamphlet est aussi pour Céline une occasion de mettre en avant ses arguments de ballets, qu'il intègre au récit. La Naissance d’une fée, Voyou Paul. Brave Virginie et Van Bagaden sont republiés en 1959 dans Ballets sans musique, sans personne, sans rien, l'auteur évitant ainsi une réédition de Bagatelles pour un massacre pour faire publier ses textes.

## Réception critique
En 1938, après la parution de Bagatelles pour un massacre, Jules Rivet, journaliste au Canard enchaîné accueille le pamphlet en ces termes :

« Voici de la belle haine bien nette, bien propre, de la bonne violence à manches relevées, à bras raccourcis, du pavé levé à plein biceps ! […] C'est une barricade individuelle, avec, au sommet, un homme libre qui gueule, magnifiquement… »

Dans La Nouvelle Revue française d'avril 1938, André Gide écrit : 

« Quand Céline vient parler d'une sorte de conspiration de silence, d'une coalition pour empêcher la vente de ses livres, il est bien évident qu'il veut rire. Et, quand il fait le juif responsable de sa mévente, il va de soi que c'est une plaisanterie. Et si ce n'était pas une plaisanterie, alors il serait, lui Céline, complètement maboul. »

« Quant à la question même du sémitisme, elle n'est pas effleurée. S'il fallait voir dans Bagatelles pour un massacre autre chose qu'un jeu, Céline, en dépit de tout son génie, serait sans excuse de remuer les passions banales avec ce cynisme et cette désinvolte légèreté. »

Quant à Georges Bernanos, il écrit à propos de Bagatelles : 

« Cette fois-ci Céline s’est trompé d’urinoir. »

## Éditions
- Paris, Éditions Denoël, 1937. Rééditions 1941 et 1943
- Les Éditions de la Reconquête, 2009